# Mosteiro de Refoios do Lima
O Mosteiro de Refóios do Lima, também designado por Mosteiro de Santa Maria de Refóios do Lima, Igreja Paroquial de Refóios de Lima ou Igreja de Santa Maria, localiza-se na freguesia de Refóios do Lima, no município de Ponte de Lima, distrito de Viana do Castelo, em Portugal.
Constituiu um mosteiro no qual residiram membros da Ordem dos Cónegos Regrantes de Santo Agostinho até 1834, quando se deu a extinção das Ordens religiosas em Portugal.
Atualmente alberga a Escola Superior Agrária integrada no Instituto Politécnico de Viana do Castelo.
Encontra-se classificado como Imóvel de Interesse Público desde 1939.

## História
Foi fundado no século XII, por Afonso Ansemondes, um rico senhor feudal cujo solar se situava nas imediações, a Torre de Refóios. O seu primeiro prior foi Pedro, filho de Afonso Ansemondes.
Mendo Afonso, irmão de Pedro e herdeiro do seu pai Afonso Ansemondes, recebeu de D. Afonso Henriques o "condado" de Refoios, após a sua participação ao seu lado na batalha de São Mamede em 1128. Mais tarde, em 1150, o mosteiro obteve do já então rei D. Afonso Henriques carta de couto, dando-lhe um estatuto privilegiado. Em 1154, Mendo Afonso, com o seu pai Afonso Ansemondes e seu outro irmão Gelvira (sem a presença do Pedro que já tinha falecido), legaram ao mosteiro, e à comunidade de Cónegos Regrantes de Santo Agostinho que nele residiam, os seus haveres. Ao longo dos séculos seguintes, a comunidade monástica que ali se instalou obteve grandes privilégios, incluindo o de ser colocado fora da jurisdição episcopal portuguesa, fazendo-se "imediato à Santa Sé", por decisão do Papa Adriano IV, confirmado pelo Papa Alexandre III.
Em 1564 passou para a jurisdição da Ordem dos Cónegos Regrantes de Santo Agostinho, ficando anexo ao Mosteiro de Santa Cruz de Coimbra. A última grande intervenção, que lhe conferiu o aspecto atual, remonta ao século XVIII. 

## Características
Com uma área coberta de cerca de 10 000 metros quadrados, apresenta grande diversidade de estilos arquitectónicos, indo do renascentista ao neoclássico e ao rococó, refletindo as diversas épocas em que foi remodelado e ampliado. Internamente, o altar-mor da igreja possui um magnífico retábulo renascentista e as capelas laterais rica talha.